# Cattedrale di Santa Bibiana
La cattedrale di Santa Bibiana, spesso chiamata semplicemente Saint Vibiana, è l'ex cattedrale dell'arcidiocesi di Los Angeles. È situata nel centro di Los Angeles ed è stata consacrata nel 1876, come cattedrale di quella che allora era conosciuta come la diocesi di Monterey-Los Angeles. È rimasta tale per oltre cento anni.
L'edificio venne gravemente danneggiato dal terremoto di Northridge del 1994 e divenne oggetto di una lunga battaglia legale tra l'arcidiocesi, che voleva demolire l'edificio e costruire una nuova cattedrale sul sito, e i conservazionisti, che volevano che la chiesa rimanesse in piedi per il suo significato storico. Nel 1996 le parti coinvolte raggiunsero un compromesso secondo cui l'arcidiocesi avrebbe acquisito dal governo cittadino un sito vicino sul quale costruire una nuova cattedrale e che a sua volta avrebbe trasferito il sito della vecchia cattedrale alla città di Los Angeles. La cattedrale di Nostra Signora degli Angeli venne dedicata nel 2002.
Alla fine degli anni 2000, l'ex edificio della cattedrale divenne una sede per eventi chiamata Vibiana. Vi ha sede anche la filiale di Little Tokyo della Biblioteca pubblica di Los Angeles. La struttura della cattedrale del 1885 è uno degli ultimi edifici rimasti del primo periodo della storia di Los Angeles.

## Storia

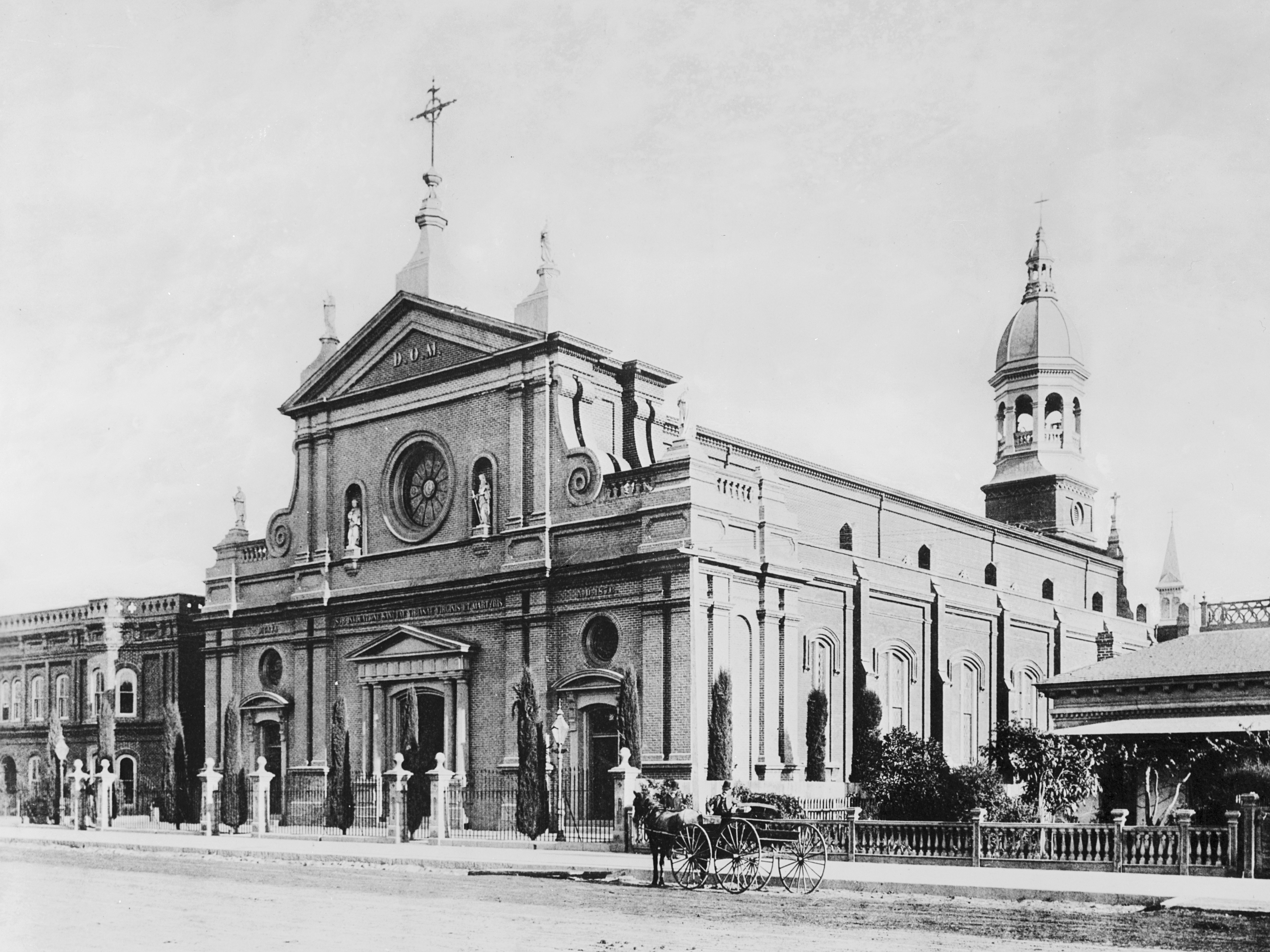
La cattedrale in un'immagine del 1885.

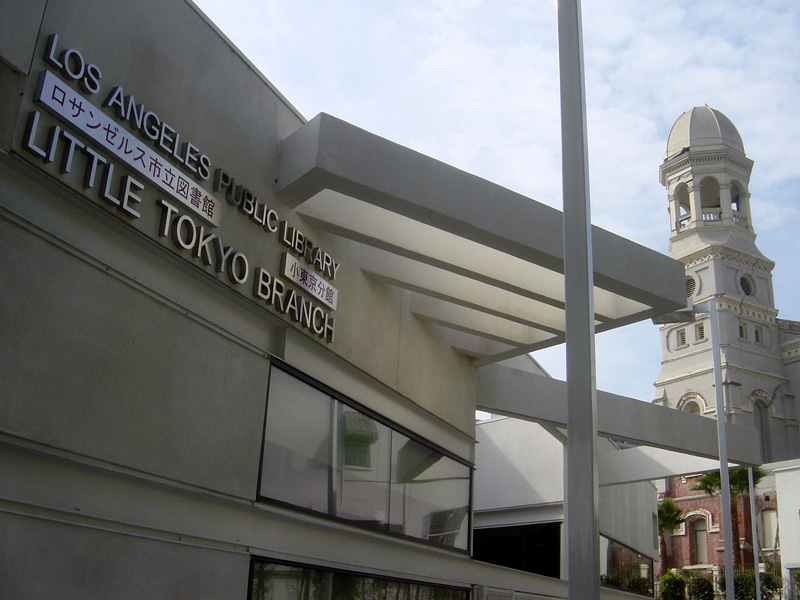
Il complesso di Santa Bibiana nel 2006. La cupola venne ripristinata l'anno successivo.

I piani per una cattedrale risalgono al 1859 e il terreno per la struttura venne donato da Amiel Cavalier. Il complesso, nell'angolo sud-est tra la Main e la Second Street nel centro di Los Angeles, fu dedicato nel 1876 e costò 80 000 dollari. Gli architetti della cattedrale, Kysor & Mathews, progettarono anche il punto di riferimento Pico House. La struttura, di ispirazione italiana barocca, fu un punto di riferimento agli albori di Los Angeles. Alla prima apertura, deteneva un decimo della popolazione della città giovane. L'interno fu ristrutturato intorno al 1895, utilizzando onice e marmo. La facciata esterna venne cambiata tra il 1922 e il 1924 per conferirgli il suo aspetto attuale, che si dice sia basato su un disegno romano.
Fu Papa Pio IX a scegliere di dedicare la cattedrale a santa Bibiana, martire romana del III secolo. Le cattedrali contengono tradizionalmente le reliquie di un santo, così le reliquie di santa Bibiana furono rimosse dalle catacombe di Roma e trasferite su un sarcofago in dorato con lastre di vetro, situato in una nicchia sopra l'altare maggiore.
Durante gli anni '40 furono aggiunti un rettorato e un edificio scolastico. La scuola chiuse nel 1969 perché la parrocchia non riusciva ad affrontare le spese di gestione. Venne utilizzato come convento per i Discepoli del Divin Maestro.
La struttura divenne nel tempo troppo piccola per la popolazione in rapida espansione della regione e l'arcidiocesi decise che aveva bisogno di una struttura principale più grande. Tuttavia, i conservazionisti spinsero a lungo per non distruggere quello che era un punto di riferimento storico. La situazione si complicò ulteriormente quando il terremoto di Northridge del 1994 causò ingenti danni alla cattedrale e al suo santuario di 1200 posti. Decidendo che il danno era tale da non valere la pena di riparare una struttura così piccola, l'arcidiocesi iniziò la demolizione del sito nel 1996, senza i necessari permessi. Tuttavia, l'improvviso smantellamento del campanile avvenuto un sabato mattina provocò una frenetica campagna salva-cattedrale e i progetti dell'arcidiocesi vennero interrotti dai conservazionisti con un ordine restrittivo temporaneo posto sulla demolizione. L'arcidiocesi sosteneva tuttavia di avere il diritto di demolire la propria struttura. I conservazionisti e la città volevano però che la chiesa fosse preservata. La struttura venne così inserita nell'elenco degli "11 luoghi più a rischio" del National Trust for Historic Preservation. Una Corte d'appello dello stato respinse inoltre le argomentazioni dell'arcidiocesi, che richiese di poter demolire rapidamente la cattedrale. L'allora consigliere comunale Rita Walters si mosse per spogliare la cattedrale del suo status di monumento storico, un'azione che avrebbe esentato l'arcidiocesi dal dover preparare uno studio completo sull'impatto ambientale normalmente richiesto per la distruzione di un punto di riferimento della città.
Finalmente un compromesso venne raggiunto: la città di Los Angeles accettò di scambiare con l'arcidiocesi un suo terreno per la cattedrale di Santa Bibiana. L'immobile in oggetto era molto vicino alla superstrada 101. L'arcidiocesi acconsentì e su quel terreno venne realizzata la cattedrale di Nostra Signora degli Angeli, consacrata come nuova chiesa madre dell'arcidiocesi. Alcuni elementi della cattedrale di Santa Bibiana vennero utilizzati nella nuova chiesa. Le vetrate e il sarcofago furono collocati nel nuovo mausoleo della cripta della cattedrale. I tubi dell'organo a canne Austin del 1980 vennero incorporati nell'organo nella nuova cattedrale. Un oratorio su Santa Bibiana fu scritto da Peter Boyd che si esibì a Pacoima nel 1997.
Il sito della cattedrale, come detto, venne rilevato dalla città. Quest'ultima nel 1999 la vendette allo sviluppatore immobiliare Tom Gilmore per 4,6 milioni di dollaro. Il vicino edificio scolastico, non soggetto a vincoli essendo stato realizzato negli anni '40, venne demolito, lasciando il posto alla sede di Little Tokyo della Biblioteca pubblica di Los Angeles. La conclusione dei lavori di rinnovamento vennero sanciti con un gala il 12 novembre 2005, benché i programmi per l'uso dell'edificio fossero ancora poco chiari. Nell'agosto del 2007, la cupola da 3.500 libbre fu riportata nella parte superiore del campanile di 83 m.
L'ex cattedrale fu in seguito ribattezzata Vibiana e convertita in uno spazio per eventi. Ospitò premi post-Grammy Award nel 2009 e nel 2010, l'annuale galà di beneficenza Art of Elysium's, la festa del Warner Music Group post-Grammy Award e la cerimonia di premiazione e gala della Fondazione Alfred E. Mann. Nel 2016 ospitò quattro episodi della stagione finale di American Idol. Nel 2017 il complesso venne aggiunto alla lista del National Trust for Historic Preservation e in quella dei luoghi più in pericolo d'America.